# Tiradentes
Tiradentes, pseudonimo di Joaquim José da Silva Xavier (Minas Gerais, 12 novembre 1746 – Rio de Janeiro, 21 aprile 1792), è stato un patriota brasiliano.
Il soprannome era dovuto alla sua professione di dentista.

## Biografia
Tiradentes fu adottato e dopo la morte dei genitori adottivi (la madre nel 1755, il padre nel 1757), si trasferì a Vila Rica (oggi Ouro Preto).
Diventato alfiere dei Dragoni brasiliani, durante il servizio militare fu l'artefice, insieme ad altri compagni, del tentativo insurrezionale per l'indipendenza del Brasile dal Portogallo noto con il nome di Inconfidência Mineira, cioè la cospirazione dello stato di Minas Gerais. Nel 1789 venne arrestato. Durante il processo si prese tutta la colpa del tentativo insurrezionale scagionando gli altri compagni, per questo venne condannato a morte.
Venne impiccato il 21 aprile 1792. Il cadavere venne decapitato e squartato e i resti furono esposti alla popolazione in segno di monito. L'anniversario della sua morte si commemora con una festa nazionale in Brasile.